# Max Dehn
Max Dehn (Amburgo, 13 novembre 1878 – Black Mountain, 17 giugno 1952) è stato un matematico tedesco.

## Biografia
Dehn nacque da una famiglia ebrea ad Amburgo, nella Germania Imperiale.
Grande studioso di geometria e di teoria dei nodi, si deve a lui la soluzione del terzo problema di Hilbert, ottenuta dimostrando che due poliedri di ugual volume potrebbero essere non equiscomponibili (1902). Tra gli studenti di Dehn annoveriamo Ott-Heinrich Keller, Ruth Moufang, Wilhelm Magnus e l'artista Dorothea Rockburne.
Allievo di David Hilbert, fu docente a Breslavia (1913) e Francoforte sul Meno (1921), ma nel 1935 emigrò negli USA perché di origini ebraiche. Qui riprese l'insegnamento al Black Mountain College, ove morì.
Nel 1907, insieme a Poul Heegaard, scrisse il primo libro sui fondamenti della topologia combinatoria.

## Black Mountain College
Nel marzo del 1944, Dehn venne invitato per una lezione al Black Mountain College sulla filosofia e la storia della matematica. Le lezioni furono modificate, rispetto a quanto concordato, in “Common roots of mathematics and ornamentics" e in "Some moments in the development of mathematical ideas". Subito dopo, il Black Mountain College faculty lo contattò per un posto a tempo pieno. Dehn e la moglie si trasferirono al College dove iniziò a insegnare nel gennaio del 1945.
Al Black Mountain College, Dehn tenne corsi di Matematica, Filosofia, Greco e Italiano. Tenne con successo corsi di “Geometria per artisti”.
Amante delle foreste e del luogo, teneva spesso lezioni all'aperto, durante passeggiate nei boschi, che spesso divenivano occasioni per digressioni in vari campi del sapere, come filosofia, arte e natura, e sui loro rapporti con la matematica.
Nell'estate del 1952 Dehn divenne Professore Emerito, con possibilità di rimanere a vivere nel campus e di avere un ruolo di advisor. Morì poco dopo e fu sepolto nei boschi del campus.